# 布萊克威爾

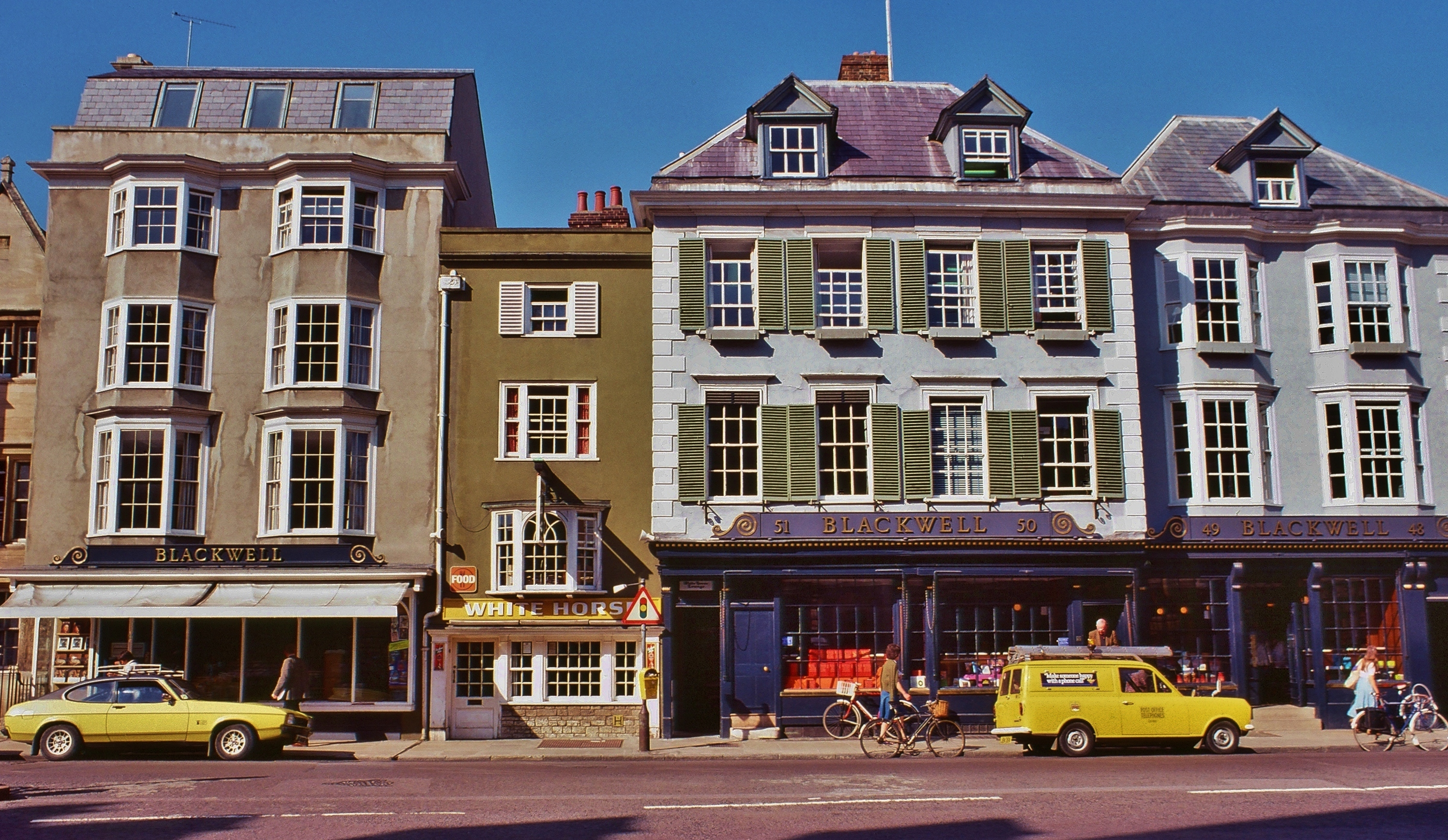
布萊克威爾在牛津的店鋪

布萊克威爾英國（Blackwell UK），又稱布萊克威爾集團，是英國的一家學術書籍銷售商，創業於1879年，擁有約1,000名僱員。2012年，布萊克威爾聯合其他多家零售商開發了自己的電子書籍。

## 外部連結
- Blackwell Online （页面存档备份，存于）
- Blackwell Twitter （页面存档备份，存于）
- Photo and other information on OxfordCityGuide.com